# Ferrovia Soletta-Herzogenbuchsee
La ferrovia Soletta-Herzogenbuchsee è una linea ferroviaria a scartamento normale, in parte dismessa, della Svizzera, popolarmente nota come Buchsibahn.

## Storia
Il 4 febbraio 1853 si costituì la Schweizerische Centralbahn (SCB), per la costruzione di linee ferroviarie tra Basilea ed Olten con diramazioni da quest'ultima località verso ovest, est e sud.
La linea aprì il 1º giugno 1857, contemporaneamente al prolungamento tra Soletta e Bienne. La linea costituì sino all'apertura della ferrovia Olten-Soletta (1876), l'unico collegamento ferroviario verso Soletta, Bienne e Neuchâtel per i viaggiatori provenienti da Basilea; dopo l'apertura della Gäubahn la linea perse d'importanza, venendo relegata ad un ambito locale.
La SCB venne nazionalizzata nel 1902: le sue linee entrarono a far parte delle Ferrovie Federali Svizzere (FFS).
La linea fu elettrificata il 3 ottobre 1944; in seguito all'elettrificazione aumentò il numero di convogli, da sei coppie ad undici.
Nel 1978 le FFS studiarono la cessazione del servizio passeggeri sulla ferrovia: sin dal 1964 esisteva un autoservizio parallelo. La linea, che nel 1990 aveva un tasso di occupazione dei treni pari al 12%, venne chiusa al traffico passeggeri nel 1992, sostituita da autobus della Busbetrieb Solothurn und Umgebung (BSU) a partire dal 31 maggio 1992. Nel 2002 il Consiglio federale decise la soppressione della linea, non più utilizzata. Parte del percorso, tra Soletta e Wanzwil, è stato riutilizzato come raccordo con la ferrovia Mattstetten-Rothrist: la nuova linea, inaugurata il 12 dicembre 2004, permette di ridurre la durata del viaggio tra Olten e Bienne.

## Caratteristiche
La tratta Soletta-Wanzwil, a scartamento normale, è lunga 12,05 km, è elettrificata a corrente alternata monofase con la tensione di 15.000 V alla frequenza di 16,7 Hz; è interamente a binario unico.
La tratta Inkwil-Herzogenbuchsee, a scartamento normale, era lunga 3,1 km, era elettrificata a corrente alternata monofase con la tensione di 15.000 V alla frequenza di 16,7 Hz; era interamente a binario unico.

### Percorso
| Continuation backward |

|  | Unknown route-map component "ABZg+l" | Unknown route-map component "CONTfq" |

| Unknown route-map component "exCONTgq" | Unknown route-map component "eABZg+r" |  |

| Unknown route-map component "CONTgq" | Unknown route-map component "ABZg+r" |  |

|  | Straight track | Unknown route-map component "CONTl+f" |

| Head station | Station on track | End station |

| Unknown route-map component "CONTr+g" | Straight track |  |

|  | Unknown route-map component "ABZgl" | Unknown route-map component "CONTfq" |

| Non-passenger station/depot on track |

| Unknown route-map component "SKRZ-Ao" |

| Unknown route-map component "hKRZWae" |

| Non-passenger station/depot on track |

| Non-passenger station/depot on track |

| Non-passenger station/depot on track |

| Non-passenger station/depot on track |

| Unknown route-map component "STR+l" | Unknown route-map component "xABZgr" |  |

| Enter and exit tunnel | Unknown route-map component "exSTR" |  |

| Unknown route-map component "CONTgq" | Unknown route-map component "ABZg+r" | Unknown route-map component "exSTR" |  |  |

| Unknown route-map component "tSTRa" | Unknown route-map component "exSTR" |  |

| Unknown route-map component "tSTRl" | Unknown route-map component "xKRZt" | Unknown route-map component "CONTfq" |

| Unknown route-map component "ENDExa" |

|  | Unknown route-map component "ABZg+l" | Unknown route-map component "CONTfq" |

| Station on track |

| Continuation forward |

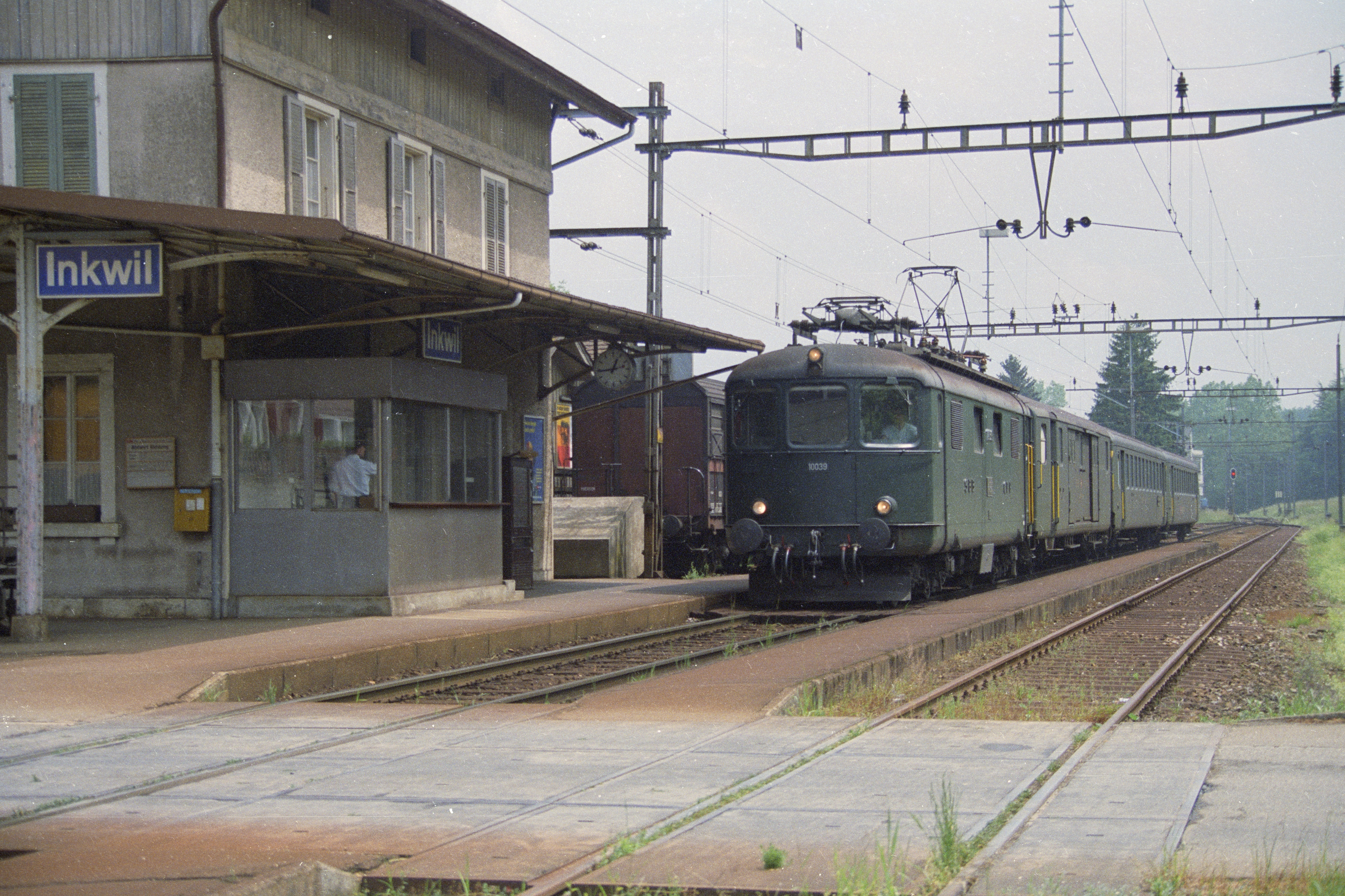
Un convoglio alla stazione di Inkwil (1992)

La linea parte dalla stazione di Soletta. Di lì la ferrovia, sovrappassata l'autostrada A5 e attraversato il fiume Emme, tocca Derendingen, località dalla quale, tra il 1864 e il 1884, si dipartiva una linea industriale a trazione animale per Biberist. Nei pressi di Wanzwil la linea si allaccia alla Neue Bahnstrecke Mattstetten-Rothrist.
La tratta nei pressi della stazione di Herzogenbuchsee è stata riutilizzata come raccordo industriale per alcune aziende locali.